# 詹姆斯·I·巴刻
詹姆斯·恩尼爾·巴刻（或譯占士·I·巴刻，簡稱巴刻；James Innell Packer，簡稱 J. I. Packer，1926年7月22日—2020年7月17日），是著名基督教神學家。 他是加拿大英屬哥倫比亞省維真神學院的教授，被公認為是當代最具影響力的福音派領袖.
。 他的神學思想深受其牛津大學教授C·S·路易斯影響。

## 簡歷
巴刻在1926年於英國西南部格洛斯特郡（Gloucestershire）出生。 其父親James Percy Packer受僱於鐵路公司，母親Dorothy Mary Harris 則是一名小學教師。  他在1944年贏取了獎學金到牛津大學基督聖體學院就讀，攻讀古典文學，於1948年獲得文學學士學位。。 同年10月22日，他參加了牛津大學團契（OICCU）並在 St. Aldate's Church 的聚會中決志信耶穌。1948年畢業後巴刻曾到倫敦橡樹山書院（Oak Hill College）任教，講授新約希臘文。他於1949年起返回牛津的威克里夫學院（Wycliffe Hall）接受神學訓練，隨後還攻讀博士班。 期間，他又到伯明翰聖約翰教堂（St. John's Church, Harborne）兼職牧者。
他於1955至1961年間到布里斯托市的丁道爾學院（Tyndale House, Bristol）擔任教席和工作。後於1961至1969年，轉到牛津的喇提美爾樓（Latimer House, Oxford）擔任教席和工作。他在1978年簽署了聖經無誤的芝加哥聲明，申明聖經無誤的立場。自1979年起，他在溫哥華維真神學院執教，後來被選為 Sangwoo Youtong Chee 神學教授，直到退休。2008年時，他與另外十位加拿大卑詩省的聖公會神職人員，退出了普世聖公宗加拿大聖公會，加入普世聖公宗南美洲南錐教省。同年4月23日，他退還了他的牧者牌照給加拿大聖公會新西敏教區主教，以示他堅決反對加拿大聖公會為同性婚姻祝聖。

## 個人生活
他與Kit Mullett 在1954年7月17日結婚，婚後收養了三名子女（Ruth、Naomi、Martin）。

## 著作
巴刻博士著作頗多，包括
- 基督徒須知
- 認識神
- 字裡藏珍
- 活在聖靈中
- 生命的重整
- 傳福音與神的主權

## 外部連結
- A Stunted Ecclesiology?: The Theory & Practice of Evangelical Churchliness by J.I. Packer
- Interview with J.I. Packer about his work on the English Standard Version Bible （页面存档备份，存于）
- Extensive list of published works and online articles from Monergism.com （页面存档备份，存于）